# R145

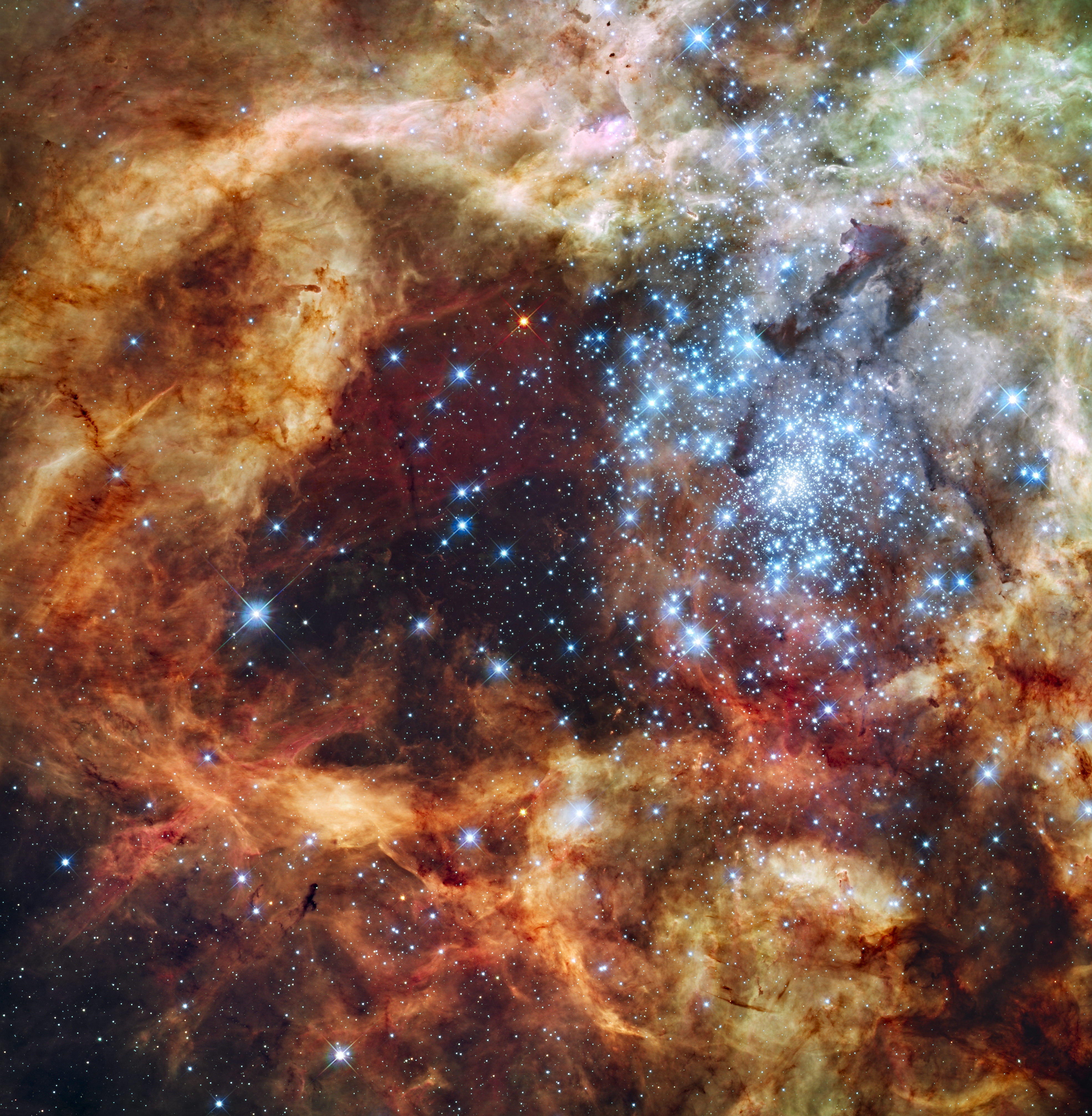
R145 är den isolerade ljusa stjärnan till vänster i bilden, nära R136
Foto: NASA, ESA, F. Paresce (INAF-IASF, Bologna, Italien), R. O'Connell (University of Virginia, Charlottesville), och Wide Field Camera 3 Science Oversight Committee

R145 eller HD 269928, är en spektroskopisk dubbelstjärna och en Wolf-Rayet-stjärna belägen i Tarantelnebulosan i Stora magellanska molnet (LMC) i södra delen av stjärnbilden Svärdfisken. Båda komponenterna är bland de kända mest ljusstarka stjärnorna. Den har en skenbar magnitud av ca 12,04 och kräver ett kraftfullt teleskop för att kunna observeras. Baserat på en parallax enligt Gaia Data Release 2 av ca 0,0037 beräknas den befinna sig på ett avstånd av ca 163 000 ljusår (ca 50 000 parsec). Det rör sig bort från solen med heliocentrisk hastighet av 270 km/s.

## Observation
R145 är listad i Henry Draperkatalogen med fotografisk magnitud 11,8. Spektraltypen anges som O som då inkluderade alla typer av heta stjärnor som visar emissionslinjer. Den ingår i den första Henry Draper Extension-volymen som publicerades 1925.
År 1960 inkluderades R145 i Radcliffe Magellanic Catalogue över de ljusaste stjärnorna i Magellanska molnen med en något osäker WN6-7 spektraltyp. Stjärnor i katalogen hänvisas till med akronymen RMC och deras katalognummer, eller bara R med numret.
I den första katalogen av LMC Wolf-Rayet-stjärnor är R145 listad som nummer 90 med spektraltyp WN7. Stjärnor i denna katalog hänvisas till med förkortningen Brey efter författaren Breysacher. I den fjärde katalogen som publicerades 1999 är den listad som BAT99-119.
I undersökningen Very Large Telescope FLAMES som publicerades 2011 fick R145 beteckningen VFTS 695. Den fick spektraltypen WN6h för att ange att den behöll en betydande mängd väte i dess atmosfär. Man fastslog också att det fanns en andra ljusstark stjärna i systemet men en spektraltyp kunde inte fastställas för den.
Under 2016 beräknades de två stjärnornas omloppsbana och fysiska parametrar från FLAMES undersökningsdata.

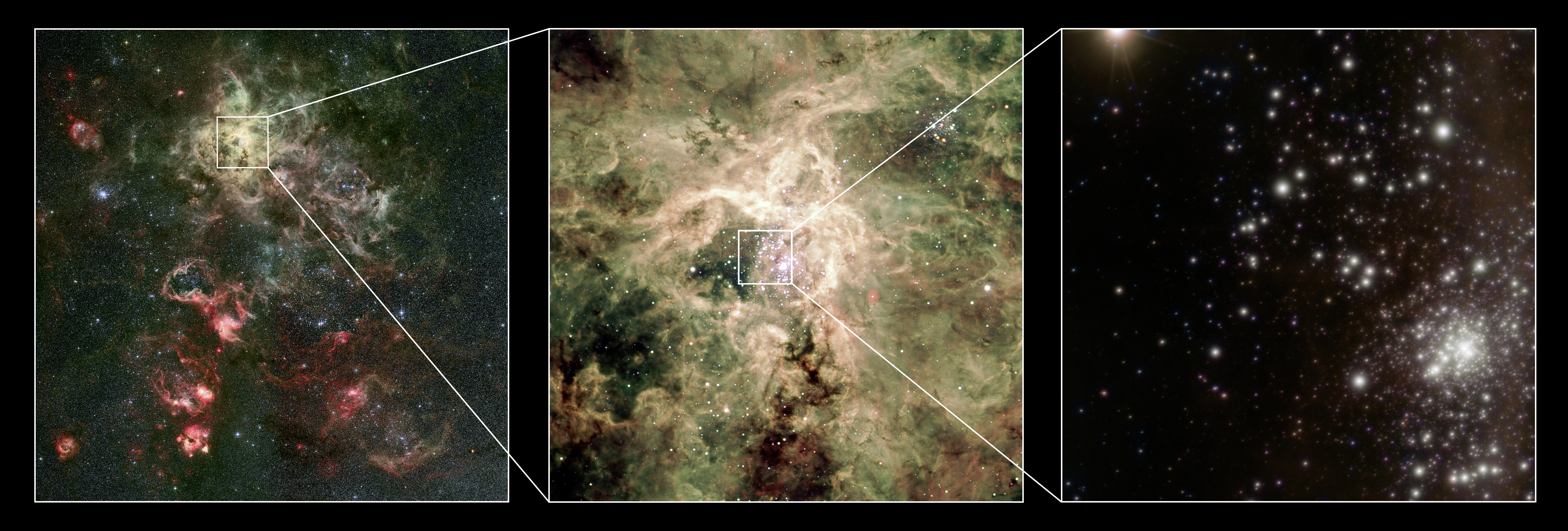
Inzoomning på NGC 2070-regionen. R145 är den ljusa isolerade stjärnan till vänster om rutan i mittbilden.

## Egenskaper
R145 är en dubbelsidig spektroskopisk dubbelstjärna med en omloppsperiod på 159 dygn. De två stjärnorna har en excentrisk bana med en separation som varierar från mindre än en AE till nästan åtta AE. De har nästan identisk omloppshastighet och därför mycket lika massor. De exakta värdena beror på omloppsplanets lutning. Lutningen för R145-omloppsbanan beräknad med polarimetri är 39°. Vid denna lilla lutning översätts det formella felet på 6° till avsevärda felmarginaler i massorna. Uppskattningar av de två stjärnornas massa med andra metoder ger större värden, vilket tyder på att lutningen kan vara mindre än 39°.
Primärstjärnan i R145 anges som stjärnan som dominerar spektrumet med dess starka breda emissionslinjer. Det är en WN6h Wolf-Rayet-stjärna med en temperatur av ca 50 000 K. Även om den har en WR-spektraltyp är den en relativt ung stjärna som fortfarande har ca 40 procent kväve orsakat av stark konvektion och stora massförluster som genereras av den höga ljusstyrkan och troligen av snabb rotation.
Följeslagaren är marginellt mer massiv och visuellt ljusare än primärstjärnan. Den har en lägre temperatur på ca 43 000 K och en större storlek på ca 26 solradier. Dess spektraltyp anges som O3.5If * /WN7. Den bolometriska ljusstyrkan för var och en av stjärnorna är över två miljoner gånger större än solens.
Massorna för primärstjärnan och följeslagaren är baserat på den beräknade omloppsbanan 53 respektive 54 solmassor, men dessa beror starkt på den exakta orbitallutningen och båda massorna är sannolikt någonstans mellan 23 och 94 solmassor. Beräkningar av spektrala och evolutionära massor tyder på att de två massorna båda är nära 80 solmassor. Då är stjärnornas ålder cirka 2,2 miljoner år och deras initiala massor var 105 och 90 solmassor.